# Matheus Costa (tiktoker)
Matheus da Costa Carvalho (Rio de Janeiro, 19 de fevereiro de 1996), mais conhecido como Matheus Costa, é um influenciador digital e publicitário brasileiro, formado em Publicidade e Propaganda pelas Faculdades Integradas Hélio Alonso (FACHA).

## Biografia
Nascido no bairro de Copacabana, Rio de Janeiro, Matheus da Costa Carvalho é o segundo filho de José "Seu Zé" da Costa Carvalho, bancário aposentado e ex-síndico do mais antigo arranha-céu de Copacabana, e Maria Alice "Dona Alice" Costa Carvalho.

## Carreira

### Educação
Antes de alcançar reconhecimento na internet, Matheus trabalhava com organização de eventos, porém largou o emprego para dedicar exclusivamente a criação de conteúdo. Matheus Costa é formado em Publicidade e Propaganda pelas Faculdades Integradas Hélio Alonso (FACHA).

### Na internet
Ficou conhecido nas redes sociais em 2020 com um vídeo onde cometia um grave erro ortográfico em frente ao seu pai, conhecido como Seu Zé, que detesta erros de português, e gravar sua reação. O primeiro vídeo de Matheus foi publicado no TikTok para ficar salvo; na época, seu pai havia sido diagnosticado com câncer, do qual se curaria posteriormente. Com esse e outros vídeos, o influenciador ficou conhecido justamente no gênero das pegadinhas. Dessa forma, seu pai se tornou o principal elemento do conteúdo de Matheus. Uma das pegadinhas mais conhecidas feitas pelo youtuber foi o personagem fictício Tião do Gás, um político com ideologias terraplanistas e de corrupção que se candidatou como deputado e teria como "vice-deputado" o próprio Matheus. O youtuber, então, fingia pedir votos com a imagem de Zé, que detesta ser associado a um político corrupto.
Outras pegadinhas também envolveram a mãe do influenciador, Maria Alice Costa Carvalho, que já esteve com ele no reality show Minha Mãe Cozinha Melhor que a Sua, apresentado por Leandro Hassum e tendo como jurada a chef Paola Carosella. Matheus também faz vídeos sobre o fanatismo de seu pai pelo Botafogo de Futebol e Regatas. Pensando nisso, o influenciador queria realizar o sonho de ir para a Copa do Mundo do Qatar 2022 e fez um vídeo com participação especial do ex-futebolista Ronaldo "Fenômeno" Nazário para convencer o pai a viajar. Vídeo esse, que hoje é um dos mais conhecidos de Matheus.
Desde então, o influenciador já conquistou mais de três milhões de seguidores no Instagram e cinco milhões de seguidores no Tik Tok, dentre eles alguns famosos que já até apareceram em seus vídeos como Luciano Huck, o lutador Rogério Minotouro e o cantor Mumuzinho. Além de ter participado de alguns programas na televisão, como Mais Você e Esporte Espetacular, ambos da TV Globo, ele também pode ser ouvido como um dos dubladores no filme Dungeons & Dragons: Honor Among Thieves. Hoje, Matheus faz parte do elenco de talentos da Play9, mediatech brasileira fundada por João Pedro Paes Leme, Felipe Neto e Marcus Vinícius Freire.

## Prêmios e Indicações
| Ano  | Prêmio               | Categoria                         | Resultado | Ref    |
| ---- | -------------------- | --------------------------------- | --------- | ------ |
| 2023 | Prêmio Paulo Gustavo | Valorização do Humor e da Comédia | Venceu    | [ 26 ] |
| 2022 | Prêmio iBest         | Revelação Digital em Humor        | Venceu    | [ 27 ] |